# Зуево (Вашкинский район)
Зуево — деревня в Вашкинском районе Вологодской области.
Входит в состав Ивановского сельского поселения, с точки зрения административно-территориального деления — в Ивановский сельсовет.
Расстояние по автодороге до районного центра Липина Бора — 56 км, до центра муниципального образования деревни Ивановская — 2 км. Ближайшие населённые пункты — Аверино, Алёшино, Маньково.
По переписи 2002 года население — 11 человек.